# Széles Klára
Széles Klára (Paks, 1936. augusztus 17. –) József Attila-díjas (1996) magyar irodalomtörténész, kritikus. Az irodalomtudományok kandidátusa (1972) és doktora (2002).

## Életpályája
Szülei: Széles Béla tisztviselő és Rein Sarolta tanítónő. 1950-1954 között a paksi Közgazdasági Technikum diákja volt. 1954-1957 között a Szegedi Tudományegyetem Bölcsészettudományi Karának hallgatója volt. 1957-1959 között az ELTE BTK magyar-történelem-német szakán tanult. 1959-1961 között a Fővárosi Szabó Ervin Könyvtár könyvtárosa volt. 1961-1969 között tanárként dolgozott. 1965-1968 között aspiráns volt. 1970-től a Magyar Tudományos Akadémia Irodalomtudományi Intézetének munkatársa, 1986-tól főmunkatársa. 1988 óta a József Attila Tudományegyetem docense.
Kutatási területe a XIX.-XX. századi irodalom és poétikai változásai, interpretációi (határon belüli és határon túli kortárs magyar irodalom).

## Művei
- Reviczky Gyula poétikája és az új magyar líra (tanulmány, 1976)
- „…minden szervem óra.” József Attila költői motívumrendszeréről (tanulmány, 1980)
- Vajda János (tanulmány, 1982)
- Henszlmann Imre művészetelmélete és kritikusi gyakorlata; Argumentum, Bp., 1992 (Irodalomtörténeti füzetek)
- Szeged – Kolozsvár, 1955–1992. Kortársi szemle az erdélyi irodalomról; Pesti Szalon, Bp., 1993
- Egy feltáratlan regény. Molnár Kata: Fügefa; in: Feltáratlan értékek a magyar irodalomban (1994)
- A létté vált hiány. Esszék, tanulmányok mai irodalmunkról; Felsőmagyarország, Miskolc, 1995
- Közelebb a remekműhöz. Élmények és értelmezések (esszé, 1995)
- Van-e értelme a műértelmezésnek? – Ha van, mi az? (1996)
- Hálás utókor? (2000)
- Lelkünkre így ül ez a kor. Szubjektív nemzedéktörténet Lászlóffy Aladárral, 1956-2004; Polis, Kolozsvár, 2005
- "Mit látsz egy íróasztalon?". Lászlóffy Aladár világa; Cédrus Művészeti Alapítvány–Napkút, Bp., 2007

## Díjai, kitüntetései
- Babits Mihály-emlékplakett (1981)
- Akadémiai Kritikai Nívódíj (1990)
- az Év Könyve-jutalom (1995)
- József Attila-díj (1996)
- A Magyar Köztársasági Érdemrend lovagkeresztje (2011)[4]
- A Magyar Érdemrend tisztikeresztje (2021)